# Pruisen (volk)

De vestigingsgebieden van de Baltische stammen rond 1200; (Oude) Pruisen in lichtgroen.

De (Oude) Pruisen - ook wel Pruzzen - waren een Baltisch volk dat het gebied ten zuidoosten van de Oostzee bewoonde, tussen de monding van de Wisła en het Koerse Haf. Hun taal was het Oudpruisisch. In de loop van de 13e eeuw werd het gebied van de Pruisen veroverd door de ridders van de Duitse Orde, en de eeuwen daarna volgde een geleidelijke germanisering in het gebied dat later Oost-Pruisen werd en een polonisatie in het gebied dat binnen het Poolse koninkrijk kwam te liggen. De voormalige staat Pruisen ontleende zijn naam aan de Baltische stam. De staat Pruisen werd geleid door landadel (Junkers) van de Duitse Orde en gegermaniseerde Oude Pruisen. 

Het gebied dat de Pruisen bewoonden komt ongeveer overeen met het centrale en zuidelijke deel van de vroegere Duitse provincie Oost-Pruisen. Na de Tweede Wereldoorlog is dit gebied opgedeeld tussen de Sovjet-Unie en Polen. Tussen 1944 en 1948 werden vrijwel alle bewoners verdreven. In hun plaats vestigden zich in dit gebied Polen en Russen.

## Etymologie
De namen van de Pruisische stammen waren gebaseerd op kenmerken van het landschap. De meeste namen verwijzen naar "water", wat aannemelijk is voor een land met vele meren, stromen en moerassen. Dit landschap werkte de isolatie van de Baltische taalgroep in de hand. In het zuidoosten loopt dit gebied over in de Pripjatmoerassen, die gedurende millennia een doeltreffende buffer vormden.
De bevolking vernoemde haar nederzettingen naar stromen, meren, zeeën of bossen waaraan de nederzetting zich bevond. De stam waarin men zich organiseerde ontleende zijn naam dan weer aan die nederzettingen. Deze toponymie heeft voor een groot deel in verduitste vorm tot aan het einde van de Tweede Wereldoorlog bestaan. Na 1945 kregen plaatsen in het zuiden van Pruisen een Poolse naam. Veel Duitse plaatsnamen zijn verdwenen, sommige uit het Oudpruisisch stammende namen kregen een Poolse variant.

## Vroege geschiedenis
Aan het begin van de Baltische geschiedenis was het gebied van de Oude Pruisen begrensd door de Wisła (Weichsel) en de Memel, en in het zuiden tot aan Toruń in het Kulmerland, deel van het Poolse hertogdom Mazovië, en de rivier de Narew. De slavische Kasjoeben zaten in het westen, de Polen in het zuiden, de Sudoviërs in het oosten, de Koeren in het noorden en de Litouwers in het noordoosten.
Net als de andere Balten waren de Oude Pruisen georganiseerd in stammen. Deze zijn beschreven in de Chronicon terrae Prussiae van Peter van Dusburg, een priester van de Duitse Orde. In dit werk uit 1326 worden elf landen en tien stammen in beschreven:
1. Pomesanië (Litouws Pamedė, gereconstrueerde Pruisische naam Pameddi)
2. Ermland of Warmië (Litouws Varmė, gereconstrueerde Pruisische naam Wārmi)
3. Pogesanië (Litouws Pagudė, gereconstrueerde Pruisische naam Paguddi)
4. Natangen (Litouws Notanga)
5. Samland (Litouws Semba)
6. Nadrauen (Litouws Nadruva)
7. Bartië (Litouws, Oudpruisisch Barta)
8. Schalauen (Litouws Skalva)
9. Sudauen (Litouws Sūduva, gereconstrueerde Pruisische naam Sūdawa)
10. Galindië (Litouws, Oudpruisisch Galinda)

Het elfde land, Kulmerland, ten zuidwesten van Pomesanië, was nauwelijks door Pruisen bewoond. Na de verovering door de Duitse Orde werd het land bijna verdeeld volgens de grenzen van deze gebieden en kwam er een twaalfde land bij: Sassen.

## Middeleeuwse geschiedenis
De eerste historische bron waarin de Oude Pruisen worden vermeld wordt in verband gebracht met Adalbert van Praag, die in 997 gedood werd bij een poging de Pruisen tot het christendom te bekeren. Na een nieuwe mislukte poging in 1009 werd van verdere kerstening afgezien. Ruim twee eeuwen later werd opnieuw een poging ondernomen om de Baltische volkeren alsnog te bekeren. In de periode 1220-1229 zocht hertog Koenraad I van Mazovië hulp zocht tegen de rooftochten van de Pruisen. De ridders van de Duitse Orde wilden hem bijstaan en tegelijk een eigen staat stichten op Pruisisch gebied. De Pruisen zochten steun bij Russische vorsten, maar werden uiteindelijk overwonnen door de Duitse Orde na een bloedig conflict van enkele decennia in de 13e eeuw. Na diverse veroveringen braken opstanden uit die werden neergeslagen. Van de aanvankelijk 130.000 Pruisen is na de definitieve pacificatie de helft tot driekwart overgebleven.
De Oude Pruisen werden vanuit het Aartsbisdom Maagdenburg "met het zwaard" gekerstend door de ridders van de Duitse Orde. Het gebied van de Pruisen werd bevolkt door kolonisten uit het Duitse Rijk. Oude Pruisen en Duitsers waren na de 17e eeuw niet meer als afzonderlijke groepen te onderscheiden. Na de middeleeuwen vestigden zich ook Polen en Litouwers respectievelijk in het zuidelijke en oostelijke deel van Oost-Pruisen, toen dat door oorlogen, epidemieën en hongersnood ontvolkt was geraakt. Ook de Litouwers en Polen (Mazoeren) werden gegermaniseerd, maar dan pas in de 19e eeuw, hoewel delen van hen nog tot 1945 als etnische minderheden bleven voortbestaan.
De monniken van de Duitse Orde hebben de taal van de Oude Pruisen in kaart gebracht, want de kennis van het Oudpruisisch was nodig om hen te bekeren. Hierdoor zijn delen van de taal vastgelegd, net als het Galindisch en het Sudovisch. 
De Duitse Orde werd geleidelijk aan verslagen door de Pools-Litouwse Unie gedurende de 15e eeuw. In 1525 ging de Duitse Orde over in het seculiere Hertogdom Pruisen. Tijdens de reformatie werd het lutheranisme ingevoerd als officiële kerk van het Pruisen, maar in het inmiddels Poolse West-Pruisen (koninklijk Pruisen) en in het bisdom Ermland, dat direct onder de Poolse Kroon viel, bleef het katholicisme overeind. Door de komst van het protestantisme in het Hertogdom Pruisen werd daar het Latijn in de kerk vervangen door de volkstaal. Hoewel Albrecht de Poolse koning als leenheer had aanvaard, wist hij de Lutherse landskerk tegen de contrareformatie te beschermen en in 1545 en 1561 liet hij de Duitse catechismus vertalen in een modernere vorm van het Oudpruisisch.
Doordat de Oude Pruisen assimileerden met Duitstaligen, Poolstaligen en Litouwers, stierf het Oudpruisisch tegen het einde van de 17e eeuw uit. Op het Oostpruisische platteland vermengden de Oude Pruisen zich al aan het einde van de middeleeuwen met kolonisten uit verschillende delen van het Duitse Rijk en de Nederlanden. Naar Nederlandse kolonisten verwijst de Duitse naam van de stad Pasłęk: Preussisch Holland. In het kader van de Oostkolonisatie kwamen in de 17e en 18e eeuw kolonisten uit de Palts, Württemberg, Zwitserland en hugenoten uit Frankrijk. In de steden kregen de Oud-Pruisische bevolking pas in de 16e eeuw toegang tot het burgerschap.
Met behulp van vertalingen van de Bijbel, Oudpruisische gedichten en enkele andere teksten hebben filologen de Oudpruisische taal kunnen reconstrueren.